# 田中世津子
田中 世津子（たなか せつこ、1950年〈昭和25年〉7月11日 - ）は日本の女優。

## 来歴・人物
富山県中新川郡立山町出身。生家は芸者の置屋。三人姉妹の長女。
中学生時代はバレーボールの選手。富山県立富山高等学校では、顧問の先生が素敵だったという理由で演劇部に入り活動。
成蹊大学文学部に入学、大学在学中に前進座付属俳優養成所（1期）に入所し、修了。前進座の舞台『左の腕』で初舞台。
趣味は日本舞踊、三味線。特技は富山弁。

## 主な出演

### 舞台

#### 前進座
- 東横劇場『左の腕』下女お種,『天正戦暦姥架橋』手引き娘 (1971年6月初舞台)
- 近松門左衛門作『俊寛』千鳥
- 『大経師昔暦－おさん茂平』お玉
- 山本周五郎原作『さぶ』おのぶ
- 『つゆのひぬま』おぶん
- 『柳橋物語』おもん
- 『夜の辛夷』お滝
- 真船豊『鼬』おとり
- 『おたふく物語』信濃屋のおてつ
- 水上勉『越前紙漉き唄』おもん

#### 外部出演の舞台
- 五月舎『はなれ瞽女おりん』(初演)瞽女よね(1980年)
- 帝劇『元禄港歌』瞽女(1980年)
- 他、三木のり平公演多数

### テレビ
- CX『女の足音』レギュラー(1976年)
- CX平岩弓枝ドラマシリーズ『北国から来た女』(1979年)
- NHK連続テレビドラマ小説『おしん』準レギュラー(1983年)

### 映画
- 男はつらいよ シリーズ
  - 第19作男はつらいよ 寅次郎と殿様(1977年)　- こずえ役
  - 第24作男はつらいよ 寅次郎春の夢 （1979年） - 初代ポンシュウの新妻役
  - 第30作男はつらいよ 花も嵐も寅次郎（1982年） - 湯平荘の仲居
  - 第35作男はつらいよ 寅次郎恋愛塾（1985年） - 長崎五島列島の旅館西海屋の仲居役
  - 第42作男はつらいよ ぼくの伯父さん（1989年） - 名古屋のアパートでご近所の奥さん役
  - 第43作男はつらいよ 寅次郎の休日（1990年） - 大分日田の酒屋のおかみさん役
- たそがれ清兵衛 (2002年)
- さよならケーキとふしぎなランプ（2013年）

### ラジオ
- 北日本放送ラジオ『遠き暗闇』、『満月』
- NHKラジオ『老妓抄』、『思出の記』

### その他
- 帝劇『かえる屋　越中富山の萬金丹』方言指導(1980年)
- 地人会『丘の上のイエッペ』方言指導(2002年)